# Pacséry Imre
Pacséry Imre, születési nevén Heller Imre Ármin (Őrszállás, 1900. december 10. – Budapest, 1980. január 25.) orvos, iparegészségügyi szakértő, egyetemi magántanár, az orvostudományok kandidátusa (1952).

## Élete
A budapesti Pázmány Péter Tudományegyetemen 1924. december 13-án avatták orvosdoktorrá. 1924 és 1928 között az Országos Társadalombiztosító Intézet (OTI) orvosaként tevékenykedett. 1928–1929-ben másfél évet a Harvard Egyetemen töltött, ahol 1929-ben iparegészségügyi oklevelet szerzett. 1930 és 1934 között az OTI orvostitkára volt. 1934-ben megszervezte és vezette az Ólomvizsgáló Állomást. 1934 és 1949 között az OTI Iparegészségügyi Osztályát vezette. 1946-ban a Szegedi Tudományegyetemen a munkaegészségtan című tárgykörből egyetemi magántanárrá habilitálták. 1950-től 1972-ig, nyugalomba vonulásáig az Országos Munkaegészségügyi Intézet osztályvezetője, 1973-től haláláig a XIV. kerületi Rendelőintézet szaktanácsadója, szövetkezeti üzemorvos volt.
Több mint 60 tudományos közleménye jelent meg.
A Farkasréti temetőben nyugszik (8/2-1-180).

## Főbb művei
- Az iparegészségügyi vizsgálat methodikája (Magos Lászlóval, Budapest, 1960)
- Foglalkozási ártalmak a műanyagiparban (Vincze Erzsébettel, Budapest, 1961)

## Díjai, elismerései
- Kiváló orvos (1954)
- Fodor József-emlékérem (1966)
- Munka Érdemrend ezüst fokozata (1972)[1]